# CRASH HOUSE
『CRASH HOUSE』（クラッシュハウス）は、2022年10月7日からZIP-FMで放送されているラジオ番組である。

## 概要
1993年のZIP-FM開局以来、金曜日の夜を彩ってきたダンスミュージック番組に代わり、開局30年目の節目に新設されたバラエティ番組。SNSでの投稿で公式に用いられる、ハッシュタグは「#ジップクラハ」。
永田レイナと若林詩恩の”姉弟コンビ”が、”家“を舞台に音楽やサブカル、スポーツや流行のものまで様々な話題を紹介する情報番組であると同時に、外の話題から夢、悩みごとなど内なる話題までZIPPIEとちょっと近い距離感を演出する。
ZIP-FMとしては『GENZ』と別に設けられた学生向け番組という位置づけである。
2024年10月30日、若林の契約解除による降板に伴って上野正明が担当することが発表された。

## ナビゲーター
- 基本的にツイン体制で番組は進行するが、都合によっては単独出演になることがある。

|   | 出演者     | 放送日                         | 備考                       |
| 1 | 永田レイナ | 2022年10月7日 -                |                            |
| 2 | 若林詩恩   | 2022年10月7日 - 2024年10月18日 | 2024年10月25日に契約解除。 |
| 3 | 上野正明   | 2024年11月1日 -                |                            |

## 放送時間
- 毎週金曜 19:00 - 21:00（JST）（2022年10月7日 - ）